# St.-Marien-Kirche (Hainholz)

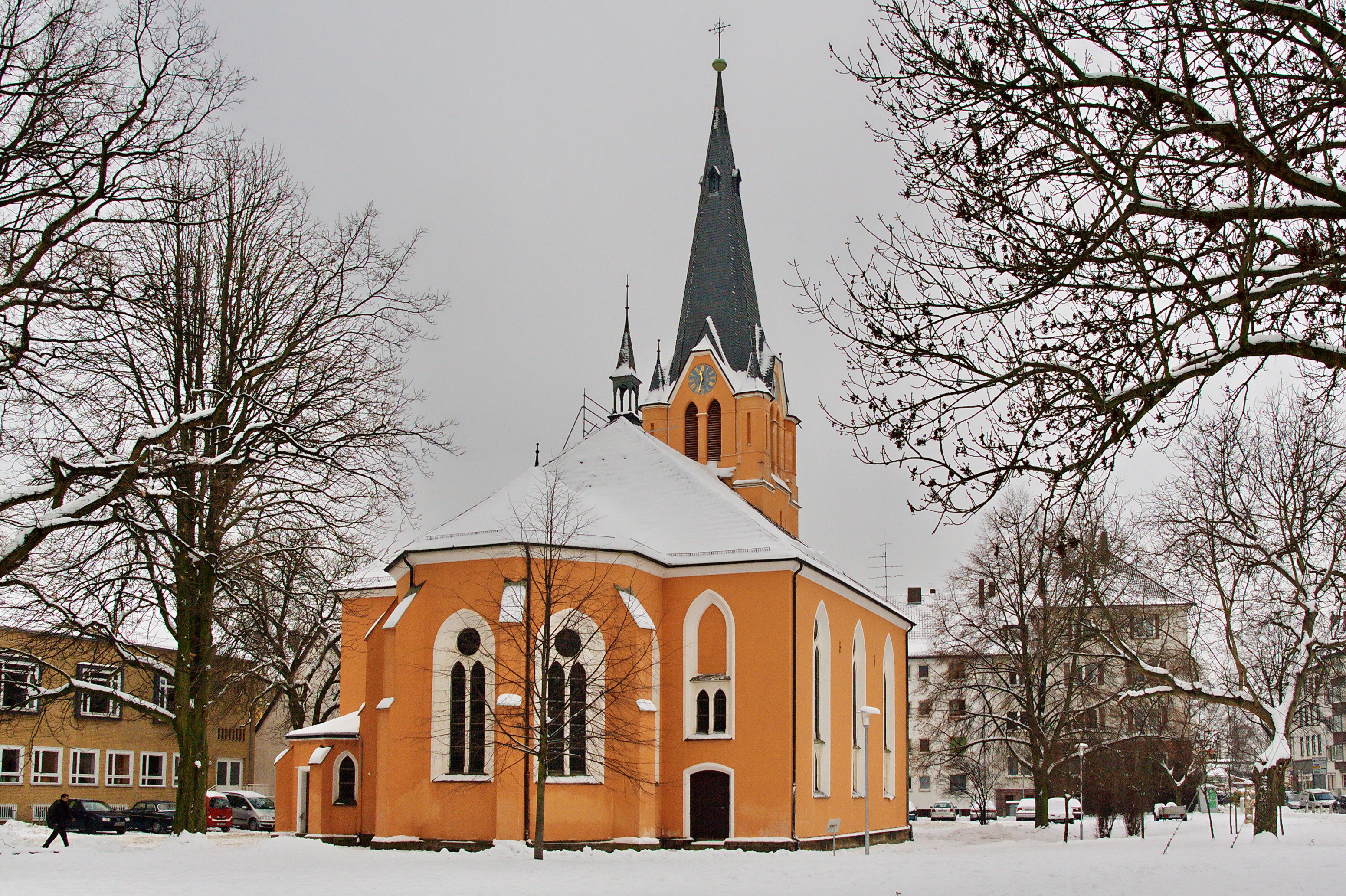
Die ev.-luth. Kirche St. Marien im Stadtteil Hainholz

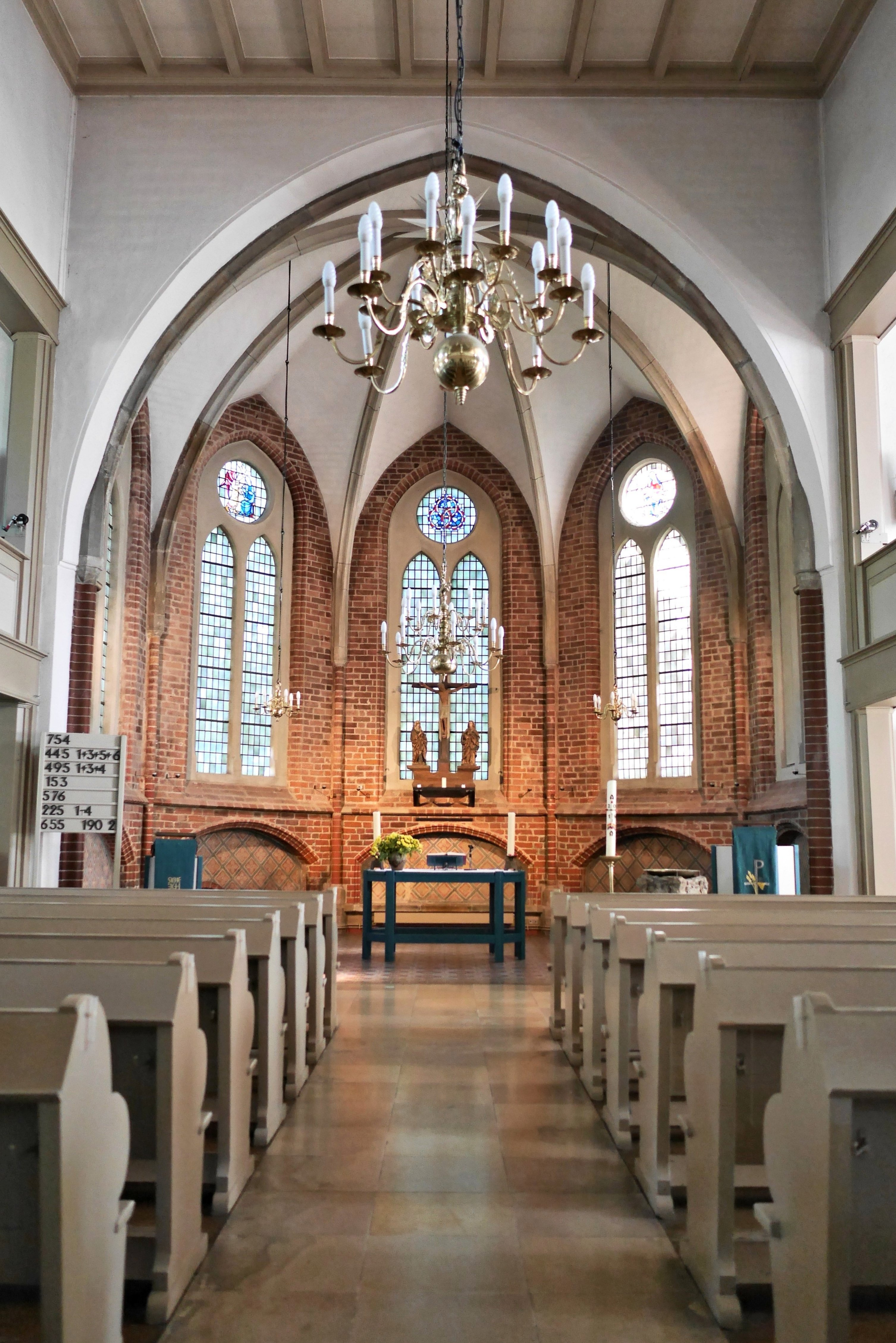
St. Marienkirche Kirchenschiff und gotischer Chor

Kirchenschiff und Turm der St. Marienkirche – 1828 von Ludwig Hellner neu erbaut. Der gotische Chor aus dem 15. Jh. blieb erhalten.

Die evangelisch-lutherische St.-Marien-Kirche ist ein denkmalgeschützter Kirchenbau in Hannover-Hainholz. Sie gehört zur Ev.-luth. Kirchengemeinde Hannover-Hainholz.

## Geschichte
Die St. Marienkirche ist eine Tochtergemeinde der Kreuzkirchengemeinde. Sie wurde als Wallfahrtskirche in den Jahren 1409–1424 gebaut. Manche Quellen sagen, es habe schon vor 1394 dort eine Kirche gegeben, denn eine Urkunde vom 11. Juni 1425 bestätigt, dass Herzog Otto II. von Braunschweig-Lüneburg – wie schon sein Vorgänger (gestorben 1395) – vom Pfarrherrn der Kreuzkirche zu Hannover den 3. Pfennig des Opfergeldes der Kapelle Beate Virginis Marie zu Hainholz erhalten sollte. Die Einnahmen aus der Wallfahrt müssen beträchtlich gewesen sein: einen Teil erhielt der Landesherr, den zweiten die Kreuzkirche und den dritten die Stadt Hannover mit der Verpflichtung zur Unterhaltung der Kapelle und der dorthin führenden Wege.
Zu dem hölzernen wundertätigen Marienstandbild kamen Menschen aus allen Teilen des Landes. Sogar der Bischof von Minden (aus der damals für Hainholz zuständigen Diözese) hat es besucht.
1492 wurde die "Liebfrauenbruderschaft vom Hayn-Holtz" gegründet und seitdem fanden in der Kapelle auch Gottesdienste statt.
Die Marienkirche war Gotteshaus für die Dörfer Hainholz, Vahrenwald, Herrenhausen und List.
1533 kam die Reformation in die Stadt Hannover (s. Geschichte der Reformation in Hannover). Die Umgebung der Stadt blieb zunächst katholisch, bis Elisabeth von Brandenburg den Reformator Antonius Corvinus beauftragte, das zu ändern. Der sorgte dafür, dass der bisherige Küster von St. Ägidien, Johann Rüden, in Hainholz 1543 die erste protestantische Pfarrstelle bekam.
Die neue Form des lutherischen Gottesdienstes verlangte, dass sich die Gemeinde zu gemeinsamen Gebeten und Liedern versammelte und zum Anhören einer Predigt. Die alte Wallfahrtskapelle war dazu zu klein. Deshalb wurden Ende des 16. Jahrhunderts das erste Kirchenschiff und der erste Turm erbaut.
Das wundertätige Marienbild wurde in einem Tabernakel verwahrt, bis der katholische Herzog Friedrich Ulrich seine Frau nach Hainholz sandte, um das Marienbild für die katholische Kirche zurückzukaufen. Es wurde in der (katholischen) Schlosskirche Hannover aufgestellt, bis die Kapuziner nach dem Tod des Herzogs 1634 Hannover verlassen mussten. Das wundertätige Marienbild nahmen sie mit in ihre Kirche in Hildesheim. Dort ist es 1761 beim Brand der Kirche vernichtet worden.
Die Gärten rund um Hannovers Stadtkern und rund um die umliegenden Dörfer wurden besiedelt. Es gab jahrzehntelange gerichtliche Auseinandersetzungen um die Zugehörigkeit der neuen Ansiedlungen bis 1756 entschieden wurde, dass die Ortschaften vor dem Ägidientor endgültig zu der bereits 1746 gegründeten Gartenkirche gepfarrt werden sollten. Die Ortschaften vor dem Steintor und dem Clevertor kamen zur Hainhölzer St. Marienkirche (Fernrode, Königsworth, Nordfeld und Schlosswende).
Dort waren bereits Ende des 17. Jahrhunderts aufwendige Reparaturen nötig. Es wurde auch ein Teil angebaut – nicht sehr solide und ohne rechten Plan. Die vorhandenen Bänke waren Eigentum der Hainhölzer Dorfbewohner und die andere Hälfte der Gemeinde hatte keine Sitzgelegenheiten.
Als König Georg IV. 1821 Herrenhausen besuchte, verfasste der Hainhölzer Pastor König eine Bittschrift an ihn und erhielt nach zähen Verhandlungen Zuschüsse für den Bau eines neuen Schiffs und eines neuen Turms.
1825 wurde das inzwischen baufällig gewordene Kirchenschiff abgerissen und von Baumeister Ludwig Hellner neu gebaut. 1828 waren die Umbauarbeiten abgeschlossen. Die Form des heutigen Kirchenschiffs und der Turm stammen aus dem Jahr 1895. Der gotische Chor blieb erhalten. Der Turm bekam seine heutige Gestalt mit Erkern und spitzem Turmhelm und die heute noch vorhandene mechanische Turmuhr der Firma Weule. Die Turmspitze der Hellner-Kirche blieb als Dachreiter erhalten.
Im Jahr 1859 wurde der Hainhölzer Friedhof für die Kirchengemeinde angelegt.
1901 wurde der Chorraum der Kirche ausgemalt und erhielt einen bunten Fliesenfußboden.
Im Zweiten Weltkrieg, im Januar 1945, zerstörte eine Bombe die Dächer von Kirchenschiff und Chorraum. Da es lange keine Baumaterialien für die Reparatur gab, nahm die Kirche weiteren Schaden (Fäulnis und Schwamm). 1948 waren schließlich alle Holzteile des alten Daches entfernt und ein neues Dach gedeckt. Das hölzerne Tonnengewölbe des Kirchenschiffs wurde nicht rekonstruiert, das gotische Gewölbe erst 1951. Noch bis 1963 mussten immer wieder Teile im Inneren der Kirche erneuert werden, weil sich bis dahin unentdeckte Schäden zeigten. Kanzel, Altar und Lesepult wurden dem Geschmack der 60er Jahre entsprechend erneuert.
1992 wurde die Kirche innen das nächste Mal gründlich renoviert. Die Malerei in den Nischen des Chorraums von 1895 wurde wieder frei gelegt und auch der Fliesenfußboden. Es gab wieder eine neue moderne Ausstattung mit Kanzel, Altar und Lesepult.
Die St. Marienkirche ist die Mutter aller evangelisch-lutherischen Kirchengemeinden aus dem Gebiet der alten Dörfer Herrenhausen, Vahrenwald und List, die aufgrund von Bevölkerungsexplosion, Landflucht und Zuwanderung im 19. und 20. Jahrhundert errichtet wurden. 1859 wurde die Christuskirchengemeinde gegründet – mit Tochter Lutherkirchengemeinde 1895. (Seit 2006 sind Christus- und Lutherkirchengemeinde zur Nordstädter Kirchengemeinde zusammengeschlossen).
1893 wurde die Matthäuskirchengemeinde (List) gegründet mit Tochter Heilig-Geist in Vahrenwald 1962 – lange in provisorischen Räumen.
1904 wurde die Herrenhäuser Kirchengemeinde gegründet mit der Tochter Gustav-Adolf (Leinhausen) 1966, (2007 wurde das Kirchengebäude entwidmet und an die Liberale Jüdische Gemeinde Hannover übergeben, die ev.-luth. Gemeinde schloss sich wieder mit Herrenhausen zusammen zur Ev.-luth. Kirchengemeinde Herrenhausen-Leinhausen). Die zweite Tochter Herrenhausens ist die Zachhäusgemeinde (Burg) von 1969.
1924 wurde die Vahrenwalder Kirchengemeinde gegründet, zuletzt 1965 die Ansgarkirchengemeinde. Aufgrund der knapper werdenden Finanzen der Evangelisch-lutherischen Landeskirche Hannovers wurde die Ansgarkirche in ein landeskirchliches Archiv umgewandelt. Seit 1999 sind die Ansgarkirchengemeinde und die St.-Marien-Gemeinde zur Ev.-luth. Kirchengemeinde Hannover-Hainholz vereinigt, deren einzige Kirche die St.-Marien-Kirche ist.
Aufgrund weiterer Sparmaßnahmen arbeitet die Hainhölzer Kirchengemeinde inzwischen zunehmend enger mit der St. Andreas-Kirchengemeinde in Vinnhorst zusammen (gegründet 1939 als Tochter der Engelbosteler Kirche).